# Phigalia submarginalis
Phigalia submarginalis là một loài bướm đêm trong họ Geometridae.